# Larisa Berezhnaya
Larisa Berezhnaya (Kiev, Ucrania, 28 de febrero de 1961) fue una atleta ucraniana, especializada en la prueba de salto de longitud en la que llegó a ser medallista de bronce mundial en 1991.

## Carrera deportiva
En el Mundial de Tokio 1991 ganó la medalla de bronce en salto de longitud, alcanzando los 7.11 metros, tras la estadounidense Jackie Joyner-Kersee (oro con 7.32 metros) y la alemana Heike Drechsler (plata con 7.29 metros).
Dos años después, en el Mundial de Stuttgart 1993, ganó la medalla de plata, con un salto de 6.98 metros, tras la alemana Heike Drechsler (oro con 7.11 metros) y por delante de la danesa Renata Nielsen (bronce con 6.76 metros).